# Plymouth Roadking
La Roadking è un'autovettura full-size prodotta dalla Plymouth dal 1938 al 1940. 

## La Model P5: 1938
La prima serie del modello, a cui fu dato il nome di Model P5, non ebbe un buon successo sui mercati a causa della linea piuttosto tarchiata. Il modello era dotato di un motore da 3,3 L di cilindrata che sviluppava 80 CV di potenza. Era anche disponibile un propulsore ad alto rapporto di compressione che erogava 86 CV. 

## La Model P7: 1939
Nel 1939 fu presentata la nuova serie. La vettura fu oggetto di un restyling che coinvolse l'estetica. Alla gamma fu aggiunta una versione berlina due porte ad alta capacità di carico che era dotata di un solo sedile. Di questa serie ne furono realizzati 102.368 esemplari. 

## La Model P9: 1940
Nel 1940 la linea fu aggiornata nuovamente. La potenza dei motori crebbe di 1 CV. Anche il passo fu allungato. Di Model P9 ne furono assemblati 106.738 esemplari.